# Scopifera semicolon
Scopifera semicolon là một loài bướm đêm trong họ Noctuidae.